# Casearia macrantha
Casearia macrantha är en videväxtart som beskrevs av Ernest Friedrich Gilg. Casearia macrantha ingår i släktet Casearia och familjen videväxter. Inga underarter finns listade i Catalogue of Life.